# Thạch vi cụt
Thạch vi cụt (danh pháp khoa học: Pyrrosia sheareri) là một loài thực vật có mạch trong họ Polypodiaceae. Loài này được (Baker) Ching miêu tả khoa học đầu tiên năm 1935.